# Ossido di zirconio
L'ossido di zirconio (o zirconia) è l'ossido dello zirconio tetravalente, di formula ZrO2; è un materiale ceramico cristallino simile alla titania (TiO2) e all'afnia (HfO2).

## Forma e struttura
A temperatura ambiente si presenta come una polvere bianca inodore.
È una sostanza cristallina polimorfa. Fino a 1170 °C presenta struttura cristallina monoclina. 
Da 1170 °C a 2370 °C presenta struttura cristallina tetragonale. 
Oltre 2370 °C presenta struttura cristallina cubica. Il punto di fusione è 2680 °C.
Durante il riscaldamento la trasformazione dalla struttura monoclina alla struttura tetragonale avviene con una contrazione volumetrica di circa il 5%.
Durante il raffreddamento la trasformazione inversa dalla struttura tetragonale alla struttura monoclina è di tipo martensitico ed avviene con una espansione volumetrica.

## Polimorfismo della zirconia
L'espansione volumetrica nella trasformazione dalla fase tetragonale a quella monoclina è poco significativa sulle polveri libere di zirconia, ma ha importanti conseguenze quando si ha a che fare con un verde (polveri compattate). In questo caso infatti durante la sinterizzazione del verde avviene la trasformazione della zirconia dalla fase monoclina a quella tetragonale con la conseguente contrazione volumetrica (sommata alla contrazione volumetrica che il processo di sinterizzazione di per sé comporta). Durante il raffreddamento si ha la trasformazione inversa, da fase tetragonale a monoclina, con conseguente espansione volumetrica che in un pezzo massivo comporta formazione di cricche fino a rottura. 
La formazione delle cricche in fase di raffreddamento, con conseguente rottura del pezzo, viene evitata impedendo la trasformazione della struttura tetragonale in una struttura monoclina, ovvero la forma tetragonale normalmente stabile solo ad alte temperature viene resa stabile a temperatura ambiente grazie all'aggiunta di particolari additivi: si tratta di ossidi refrattari come l'ossido di calcio, di magnesio o l'ittria. Si ottiene con l'aggiunta di questi additivi una zirconia "parzialmente stabilizzata".
La zirconia parzialmente stabilizzata presenta un particolare meccanismo di tenacizzazione: 
- Quando una cricca si propaga nel pezzo massivo può incontrare dei grani di zirconia tetragonale che a temperatura ambiente è metastabile (ovvero esiste solo grazie all'aggiunta degli additivi, altrimenti sarebbe stabile solo ad alte temperature)
- Quando avviene l'"incontro" il grano di zirconia tetragonale assorbe l'energia della cricca e la utilizza per trasformarsi in un grano di zirconia monoclina (espandendosi)
- La trasformazione della zirconia ha bloccato la propagazione della cricca: per questo motivo la zirconia parzialmente stabilizzata viene usata come tenacizzante di componenti ceramici, come l'allumina, ad esempio nelle artroprotesi.

## Usi della zirconia
L'uso principale della zirconia è nella produzione di ceramiche, ma vi sono molti ulteriori altri usi compreso il rivestimento protettivo su particelle di pigmenti di biossido di titanio, come materiale refrattario nell'isolamento termico, come abrasivo e smalto. La zirconia stabilizzata viene utilizzata nelle sonde lambda e nelle membrane delle celle a combustibile, grazie alla sua capacità di permettere agli ioni ossigeno di muoversi liberamente attraverso la struttura cristallina ad alte temperature. Questa alta conducibilità ionica (ed una bassa conduttività elettronica) la rende una delle elettroceramiche più utili. Il biossido di zirconio è anche usato come elettrolita solido in dispositivi elettrocromici.
La zirconia è un precursore dell'elettroceramica piombo-zirconato di titanio (PZT), che è un dielettrico ad alto {\displaystyle k}, che si trova in una miriade di componenti.

### Usi di nicchia

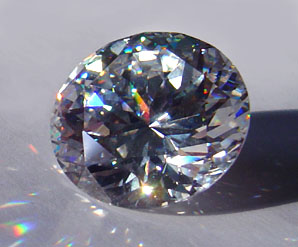
Foto di una zirconia cubica tagliata come un brillante rotondo. Grazie al basso costo e alla forte somiglianza visiva, dal 1976 la zirconia cubica è usata in gioielleria come eccellente imitazione del diamante

La conduttività termica molto bassa nella fase cubica della zirconia ha permesso il suo utilizzo anche come barriera di rivestimento termica, nei motori a reazione e nei motori diesel.
La zirconia è un materiale molto utilizzato anche in odontoiatria per la realizzazione di restauri dentali, come corone e ponti, che vengono poi ricoperti con porcellana feldspatica convenzionale per ragioni estetiche, oppure possono essere realizzate intere protesi dentarie estremamente resistenti costruite interamente da ossido di zirconio monolitico. Ciò è reso possibile dal fatto che è un materiale adatto alla fresatura e, come già detto, che permette un buon fattore estetico, soprattutto in termini di traslucenza. Inoltre è notevole la sua resistenza alla flessione e la resistenza alla rottura, permettendo di apportare spessori di ceramica che arrivano sino a meno di 0,6 millimetri e di costruire ponti estesi, leggeri e robusti, anche con più elementi dentari mancanti. Gli elementi protesici di zirconia vengono sempre più spesso realizzati tramite tecnologia CAD/CAM.
Nell'ortopedia, gli ossidi ceramici, come la zirconia, grazie alla loro eccellente biocompatibilità e resistenza all'usura vengono utilizzati nella realizzazione di componenti articolari come l'anca e il ginocchio.
Per via della sua durezza, la zirconia può essere utilizzata per realizzare coltelli di ceramica. Le posate di zirconia hanno una resistenza equivalente all'acciaio inox.
Negli anni 50 vennero sviluppate lampade a scarica con elettrodi di zirconia (che ha alta conducibilità ionica, ma non elettronica) anziché di tungsteno, allo scopo di migliorare l'emissione spettrale, producendo una luce più bianca e brillate, ma furono ben presto superate dalle lampade a vapori di mercurio.
A partire dalla seconda generazione, la zirconia è utilizzata da Apple come materiale per la produzione della cassa di Apple Watch Edition, prendendo il posto dell'oro. La polvere di zirconia è unita ad uno sbiancante (ossido di alluminio) e lavorata per sinterizzazione.
L'uso della zirconia è stato proposto per l'elettrolisi di monossido di carbonio e ossigeno dall'atmosfera di Marte per fornire sia combustibile che ossidante come riserva di energia chimica per le missioni marziane.
L'alta capacità dielettrica della zirconia ha potenziali applicazioni anche come isolante nei transistor.
La zirconia è anche impiegata nella deposizione di rivestimenti ottici. In tali applicazioni, è tipicamente depositato mediante deposizione fisica da vapore.
La zirconia è ancora impiegata nella costruzione di cuscinetti a sfera ceramici per skateboard per le sue proprietà che la rendono migliore rispetto a quelli classici in metallo.
La cosiddetta zirconia cubica (ossido di zirconio), detto anche fianite o duralite, può apparire ad un occhio inesperto come uno zircone autentico. In realtà si tratta di un prodotto di laboratorio riproducibile in serie. Fu messo a punto negli anni '70 del Novecento dagli scienziati dell'Istituto di fisica Lebedev di Mosca. Di innegabile bellezza e pregio, date le sue caratteristiche di durezza, forte luminosità, trasparenza e - ovviamente - totale assenza di inclusioni, questa gemma sintetica ha preso piede, anche per il prezzo assai più abbordabile rispetto a quello della pietra vera, imponendosi rapidamente sul mercato internazionale della gioielleria.

## Nanoparticelle di zirconia
Ad oggi, le nanoparticelle di zirconia sono di estremo interesse e sempre più usate in campo biomedico, dove l'utilizzo di materiale bulk darebbe prestazioni meccaniche inferiori. Lavorare alla nanoscala consente di ottenere proprietà sorprendenti rispetto a quelle dei materiali convenzionali, in quanto esse dipendono dalle dimensioni. Le nanoparticelle di zirconia, appartenenti alla classe 0D, sono comunemente utilizzate per realizzare componenti nanostrutturati. Quest'ultimi possono essere costituiti dalle sole polveri ceramiche o dall'associazione di esse con altri materiali (non obbligatoriamente di scala nanometrica). I loro campi di applicazione sono svariati, ma di particolare interesse è quello biomedicale.

## Proprietà delle Nanoparticelle di zirconia
Numerosi studi dimostrano che i ceramici nanocristallini posseggono proprietà potenziate. Nella fattispecie, la riduzione della dimensione dei grani produce:
- aumento delle proprietà meccaniche;
- miglioramento delle proprietà ottiche;
- maggior resistenza al degrado a basse temperature.

Ne consegue che, dalla realizzazione di dispositivi biomedici nanostrutturati, si ottengano stabilità, affidabilità e durevolezza incrementate.

### Proprietà Meccaniche
I ceramici a base di zirconia mostrano proprietà meccaniche mai raggiunte finora da altri materiali ceramici. Ciò è particolarmente evidente nell'utilizzo di zirconia Y-TZP, ossido di zirconio tetragonale policristallino stabilizzato a temperatura ambiente mediante una percentuale di ossido di ittrio, Y2O3 (generalmente intorno al 3%). In questo caso, resistenza a flessione e tenacità risultano fortemente incrementate. È ben noto che, non solo alla scala nanometrica, la zirconia sottoposta a sollecitazione metta in atto un efficace meccanismo di tenacizzazione, mediante il quale blocca la propagazione delle cricche. Si tratta, essenzialmente, di una sua trasformazione di fase: il ceramico passa dalla forma tetragonale metastabile a quella monoclina stabile, cui corrisponde un'espansione volumetrica dei grani intorno al 3-5%. Tale espansione genera uno sforzo di compressione sulla punta della fessura che ne impedisce la propagazione. Nella zirconia nanostrutturata, la riduzione della dimensione dei grani rafforza questo meccanismo. La ridotta granulometria, di fatti, permette la massimizzazione di frazione volumetrica tetragonale trattenuta, indispensabile per preservare la durezza del materiale. L'aumento di volume, generato dalla trasformazione tetragonale-monoclina, produce anche stress tangenziali intorno alle particelle trasformate, inducendo microcricche nella matrice. In tal caso, la tenacizzazione è legata alla maggior resistenza a flessione. Questa flessibilità, infatti, è relazionata alla nucleazione indotta di microcricche, all'incremento di energia assorbita durante la propagazione della cricca ed allo sviluppo di stress di compressione superficiale. Un'altra importante proprietà è quella della superplasticità; capacità di deformazione plastica esibita all'applicazione di stress di trazione con temperature moderate (generalmente metà della temperatura di fusione). Questa "duttilità" può essere dovuta a due diversi fattori:
- moto delle dislocazioni se la dimensione dei grani è intorno ai 100 nm;
- slittamento dei bordi dei grani se essi hanno dimensioni inferiori ai 50 nm.

La superplasticità, sebbene non ampli il campo di applicazione della ceramica, consente la realizzazione di componenti dalle forme complesse con tecniche tipiche dei metalli e riduce, pertanto, i costi di lavorazione post-formatura. Un'ultima peculiarità del materiale nanostrutturato è l'incremento della durezza. Essa aumenta al decrescere della dimensione dei grani ed influisce sulla resistenza all'usura del nanomateriale che, finemente lucidato, consente di minimizzare fenomeni di attrito alle interfacce tribologiche.

### Biocompatibilità
L'ossido di zirconio presenta una elevata biocompatibilità e antimicrobicità, viene infatti utilizzato in ambito biomedicale per specifiche applicazioni che rientrano in campo odontoiatrico e ortopedico nelle quali il materiale è a diretto contatto con tessuti biologici. Per biocompatibilità si intende la capacità di un materiale di determinare, da parte di un sistema vivente, una reazione favorevole alla sua presenza o di non determinare nessuna reazione dannosa per l'ambiente circostante. In particolare, l'ossido di zirconio, viene definito come materiale ceramico bioinerte, ovvero il materiale non induce né subisce alterazioni chimiche o biologiche dovute al contatto con l'ambiente biologico. In alcuni casi, nella polvere di zirconia, è possibile aggiungere elementi che favoriscono l'osteoinduzione dell'impianto all'interno del tessuto ospitante, ad esempio rilasciando proteine che stimolano il differenziamento cellulare.

### Proprietà Ottiche
Le proprietà ottiche della zirconia sono influenzate da diversi fattori. Tra i fattori intrinseci si hanno composizione chimica e difetti microstrutturali, quali porosità, fasi secondarie ed eccessiva crescita dei grani; tra i fattori estrinsechi, invece, struttura superficiale, spessore e fonte di luce. In base ad essi, la zirconia può assumere diversi gradi di colorazione e traslucenza. La traslucenza è la quantità relativa di luce trasmessa attraverso il materiale; essa è relazionata allo spessore dello strato ceramico e dipendente dallo scattering (diffusione ottica). Un materiale dotato di traslucenza lascia passare solo una parte della luce, la rimanente viene in parte assorbita, in parte dispersa e riflessa dalla sua superficie. Lo scattering è dovuto a diversi fattori: la natura chimica, il contenuto cristallino, la porosità, la quantità e la dimensione dei cristalli in confronto alla lunghezza d'onda della luce incidente. In generale, maggiore è il contenuto cristallino di un materiale ceramico, maggiore risulta la sua opacità. Per questo motivo, i ceramici policristallini, che sono caratterizzati da un intenso effetto di scattering, assumono un aspetto opaco ed hanno traslucenza minore rispetto ai ceramici vetrosi.
- Nel caso specifico della zirconia Y-TZP, la traslucenza può essere migliorata limitando la dimensione dei cristalli a 55 nm.Questo fenomeno, potrebbe essere dovuto al fatto che i cristalli con dimensioni minori della lunghezza d'onda della luce visibile (400-700 nm) non ostacolano significativamente il passaggio della luce stessa.
- Il controllo della temperatura di sinterizzazione finale svolge un ruolo chiave nel migliorare la trasparenza dei materiali ceramici sinterizzati: ad alte temperature, infatti, i materiali ceramici sinterizzati raggiungono densità teoriche alte rispetto a temperature più basse. per esempio Provini di zirconia nanometrica (Y-TZP) sinterizzata ad una temperatura di 1500 °C, con un heating rate di 200 °C/h, sono stati in grado di raggiungere alte densità teoriche di quelli sinterizzati a temperatura di 1350 °C.
- La densità relativa e le proprietà ottiche dei nanocompositi zirconia/allumina sono influenzati dall'aggiunta di una quantità sufficiente di allumina, la cui presenza, incrementando la porosità, porta alla diminuzione della trasmittanza. Al contrario, la sinterizzazione delle sole nanopolveri di zirconia genera alta densità e trasmittanza relativamente elevata.[20].

Le proprietà ottiche descritte in precedenza risultano particolarmente interessanti in ambito odontoiatrico, nel quale la loro conoscenza, ad esempio, consente di riprodurre fedelmente le protesi dentali.

## Fabbricazione delle nanoparticelle di zirconia
Ci sono diversi metodi per la sintesi delle nanoparticelle di zirconio tra cui i processi al plasma, sol-gel, ablazione laser, condensazione di gas. Le nanoparticelle di zirconia con applicazione in ambito biomedicale vengono principalmente preparate con approcci di sedimentazione di soluzione chimica (wet-chemical method) come la coprecipitazione, la preparazione sol-gel e la sintesi idrotermica. I metodi fisici non permettono di raggiungere la dimensione nanometrica della nanoparticella, mentre i metodi che sfruttano i gas hanno un costo elevato. La coprecipitazione è un processo che prevede l'aggiunta di un agente precipitante nella miscela di acqua, sali di zirconio solubili e stabilizzatori come Y2O3. A seguito della reazione di precipitazione, si formano gli idrossidi che vengono in seguito essiccati o calcinati per ottenere nanoparticelle di ZrO2. È una tecnica semplice da cui si ottiene un buon prodotto, ci sono però alcuni elementi che nella soluzione iniziale potrebbero rimanere come residui e avere degli effetti sulle proprietà delle nanopolveri sinterizzate. Il metodo sol-gel è largamente usato per produrre materiali solidi da piccole molecole ad una temperatura relativamente bassa. Lo step principale è la conversione del precursore nella soluzione polimerica o colloidale attraverso la reazione di idrolisi e condensazione. I precursori iniziali spesso sono alcossidi di metalli o cloruri metallici e potrebbero avere un effetto sulle proprietà del sol-gel. La sintesi idrotermica è una tecnologia avanzata per preparare materiali inorganici in particolare particelle con cristalli di dimensione da nano a submicronica per reazione chimica in soluzione acquosa ad alta temperatura e pressione.

## Nanocompositi allumina-zirconia utilizzati in campo biomedico
Come si può evincere le proprietà della sola zirconia sono interessanti solo sotto certi aspetti mentre risultano carenti sotto altri, per questo motivo con gli anni si è ricorso alla progettazione e all'utilizzo di materiali compositi, ad esempio la ZTA (Zirconia Toughened Alumina), ATZ (Allumina Toughened Zirconia) e OXINIUM®. I vantaggi nell'ottenere dei materiali compositi da questi ceramici avanzati risiede nel fatto che possiedono proprietà meccaniche superiori rispetto ai singoli ceramici che li compongono, questo avviene principalmente grazie ai meccanismi di tenacizzazione della zirconia. In seguito verranno descritti i 2 principali nanocompositi della zirconia utilizzati in ambito biomedico.

### Zirconia-allumina
Le nanoparticelle di zirconia sono comunemente utilizzate per la realizzazione di nanocompositi allumina-zirconia (ZTA/ATZ) dove un primo ceramico costituisce la matrice (fase continua) mentre il secondo rappresenta il rinforzo (fase dispersa o discontinua); ovviamente al variare della percentuale del rinforzo le proprietà del nanocomposito varieranno in maniera più o meno significativa. Questi nanocompositi si possono classificare in due macro-gruppi che a loro volta si possono dividere in 2 sottogruppi:
- ZTA: Matrice di allumina Al2O3 rinforzata con zirconia ZrO2

1. Allumina rivestita superficialmente con zirconia
2. Miscela delle polveri di allumina (80%) e zirconia (20%)

- ATZ: Matrice di zirconia ZrO2 rinforzata con allumina Al2O3

1. Zirconia rivestita superficialmente con allumina
2. Miscela delle polveri di zirconia (80%) e allumina (20%)

Ipotizzando di realizzare un nanomateriale ZTA appartenente al sottogruppo (1) e uno appartenente al sottogruppo (2) a partire dalle stesse polveri e utilizzando lo stesso metodo di produzione per sinterizzazione (in questo caso la pressatura isostatica a caldo HIP) è possibile fare un confronto tra le loro proprietà meccaniche. Si può constatare che la miscela di polveri, ossia il sottogruppo (2), presenta vantaggi in fase di sinterizzazione e di conseguenza una granulometria più fine (sia della matrice che dei rinforzi) comportando così una maggiore durezza e resistenza meccanica; d'altro canto il nanocomposito rivestito, ossia il sottogruppo (1), mostra una tenacità a frattura più elevata in quanto maggiormente trasformabile. In generale non vi è un nanocomposito preferenziale in quanto la scelta dipende esclusivamente dal tipo di applicazione.
| Formula chimica | ZrAl2O3          |
| --------------- | ---------------- |
| Durezza         | 1750-2100 Knoop  |
| Densità         | 4.1 - 4.38 g/cm3 |
| Tenacità        | 5-7 MPa m1/2     |

### Zirconia-metallo
In ambito ortopedico il nanocomposito zirconia-metallo più utilizzato è l'OXINIUM, nanocomposito costituito da un corpo metallico in Zirconio che viene ossidato superficialmente a 600-700° centigradi in modo tale da ottenere uno strato superficiale di zirconia. Tale materiale possiede importanti proprietà e caratteristiche come: elevata durezza, resistenza all'usura e notevoli proprietà strutturali grazie al corpo metallico.

## Applicazioni

### Campo Odontoiatrico
L'ottima apparenza estetica e l'eccellente biocompatibilità dell'ossido di zirconio sono ampiamente sfruttati in tutti i settori dell'odontoiatria come endodonzia, parodontologia, impianti, ingegneria tissutale e odontoiatria restaurativa. Tuttavia, alcune ceramiche a base di zirconio soffrono di un importante svantaggio ovvero la sensibilità alla degradazione a bassa temperatura (low-temperature degradation, LTD), nota anche come invecchiamento idrotermico. Questo fenomeno pone dei limiti alle applicazioni di questi materiali in campo biomedico,soprattutto nell'ambiente orale dove le ceramiche a base di ossido dizirconio sono esposte a fluidi orali e a stress meccanici potendo causare possibili fratture irreversibili dei componenti costituiti da questi materiali. Diversi studi hanno però dimostrato che esiste una relazione tra la resistenza LTD e la granulometria delle particelle di ossido di zirconio: una microstruttura composta da grani nanometrici porta ad una soppressione o ad una riduzione della sensibilità di questa temperatura di degradazione, per questo motivo nanoparticelle di ossido di zirconio possono essere ampiamente usate in campo odontoiatrico.

#### Impianti Dentali
La riproduzione di un restauro dentale, che imita in modo soddisfacente l'aspetto naturale dei denti, è una delle sfide principali in odontoiatria; l'aspetto di un restauro dentale dipende dalle sue proprietà ottiche e dalla condizione di illuminazione. Tra le proprietà ottiche una adeguata traslucenza è essenziale per riprodurre un restauro dentale realistico. È noto che gli impianti dentali fabbricati in titanio e leghe di titanio sono utilizzati largamente per il trattamento di difetti dentali o elementi dentali mancanti; questi materiali esibiscono una eccellente resistenza meccanica e biocompatibilità, sono considerati come i sostituti più adatti. Il denso film di ossido sulla superficie del titanio forma una combinazione chimica con il tessuto osseo, tuttavia questo livello di osteointegrazione non è in grado di soddisfare i requisiti delle tipiche sollecitazioni a cui questi impianti sono sottoposti. Il materiale dell'impianto e il tessuto osseo alveolare sono in stretto contatto tra loro, quindi modifiche nella superficie dell'impianto come rugosità o trattamento superficiale, hanno un ruolo nel processo di rigenerazione ossea. Per ridurre questa problematica, date le ottime proprietà dello zirconio nanostrutturato, vengono utilizzate nanoparticelle di ZrO2 sia come rivestimento ceramico degli impianti metallici in titanio o per la costruzione di interi impianti dentali. Negli studi effettuati è stata posta particolare attenzione all'effetto della modificazione delle superfici di ossido di zirconio sull'osteointegrazione ed è stato dimostrato che sottili cambiamenti della superficie dell'ossido di zirconio hanno avuto un forte impatto sull'applicazione ossea della superficie dell'impianto. Inoltre, l'accumulo di batteri sui denti produce acido che stimola la corrosione sulle superfici dentali, questo processo è noto come carie dentale: vari batteri si accumulano sui denti, sulle gengive e sulla lingua producendo la placca; quando i batteri si accumulano sui denti e interagiscono con gli alimenti contenenti zuccheri, viene prodotto l'acido che comporta la demineralizzazione dei denti: se l'acido penetra nei denti, lo smalto si dissolve e forma una cavità del tessuto osseo dentale. Un rivestimento di nanoparticelle di zirconia su impianti metallici migliora la biocompatibilità nella cavità orale e protegge gli elementi dentale dall'aggressione acida.

#### Scaffold per Ingegneria Ossea
Il metodo dell'ingegneria tissutale è riconosciuto come l'approccio ideale per ricostruire i difetti ossei. Scaffolds di biomateriali necessitano di buona resistenza meccanica per soddisfare la zona di stress richiesta; inoltre devono avere determinate proprietà di osteoinduttività, citocompatibilità, e una struttura di interconnessione per supportare la crescita degli osteoblasti, vasi e nuove ossa. Sono stati realizzati scaffolds porosi con nanoparticelle di zirconio: è stato usato come modello un rivestimento in schiuma di poliuretano, successivamente è stato effettuato un processo di rivestimento-essiccatura-sinterizzazione; in questo modo gli scaffolds presentano una struttura nanoporosa con buona interconnettività.
Le nanoparticelle ceramiche di zirconia possono essere un ottimo materiale da riempimento per scaffolds: oltre alla soddisfacente citocompatibilità aumentano la resistenza e possono essere usati nell'area del difetto osseo.

#### Agente Radiopacizzante
La terapia del canale radicolare (cavità cilindrica che percorre interamente la radice degli elementi dentari) è il metodo prescelto per il trattamento delle malattie pulpari e periapicali; l'otturazione del canale radicolare determina il successo della terapia. L'esame con i raggi X è il primo step per valutare l'otturazione del canale radicolare, per questo motivo il materiale usato come riempimento per la radice deve avere un buon grado di radiopacità. Alcuni biossidi metallici, come l'ossido di zirconio, possono essere buoni candidati come radiopacizzanti nel materiale di riempimento a base di cemento. L'aggregato di triossido minerale (mineral trioxide aggregate, MTA) è un materiale dentale ampiamente usato per l'otturazione delle radici e il ricoprimento della polpa per la sua biocompatibilità, capacità di tenuta e porta alla mineralizzazione dei tessuti circostanti, l'aggiunta di nanoparticelle di zirconia aumenta significativamente la radiopacità del materiale originale.

#### Materiale di base per la protesi dentaria
La riparazione della protesi dentaria richiede un accurato adattamento del tessuto che corrisponda al colore naturale e che soddisfi la resistenza alla frattura e all'invecchiamento; copre la cresta alveolare e il palato duro fornendo l'attacco per i denti artificiali. Secondo i metodi di polimerizzazione, le resine per protesi possono essere classificate nelle seguenti tre categorie: resina termopolimerizzante, resina autopolimerizzante e resina fotopolimerizzante. Tra queste resine per protesi dentarie, il polimetilmetacrilato è il componente principale, sebbene possa soddisfare la maggior parte della richiesta di riparazione della protesi dentaria, la mancanza di resistenza alla flessione e all'urto ne limita la durata quando si verifica un incidente di masticazione o cade improvvisamente. L'incorporazione di nanopolveri di ossido di zirconio (ZrO2) permette di aumentare la resistenza del materiale resinoso. Solo due prodotti commerciali per applicazioni dentali sono definiti nanostrutturati: ZrHP-nano® (PortMatMaterials Avançados®-Brazil) e NANOZR® (Panasonic Healthcare-The Netherlands). Le principali caratteristiche sono riportate nella seguente tabella.
| Nome commerciale                           | ZrHP-nano | NANOZR                     |
| ------------------------------------------ | --------- | -------------------------- |
| Composizione                               | Y-TZP     | Matrice Ce-TZP e Al2O3 490 |
| Grandezza media dei grani (nm)             | 150-240   | 10-100 precipitates        |
| Densità (g/cm3)                            | 6.05      | 5.56                       |
| Scala Vickers (abbr. HV) (GPa)             | 11-13     | 12                         |
| Resistenza alla frattura (abbr. KIC) (MPa) | 8-11      | 9-18                       |
| Resistenza alla flessione (MPa)            | 1020      | 14422-1500                 |
| Modulo elastico (E) (GPa)                  | 205       | 245                        |
| Modulo di Weibull (m)                      | 13-14     | 23                         |

### Campo Ortopedico
Il principale ruolo dell'ossido di zirconio in ambito ortopedico prende parte nelle applicazioni tribologiche piuttosto che nelle applicazioni strutturali, infatti essendo un materiale ceramico non possiede sufficienti proprietà meccaniche per garantire un corretto ruolo strutturale ma, in compenso, è in grado di conferire interessanti proprietà come resistenza all'usura e biocompatibilità.

#### Protesi d'anca
Le nanoparticelle di zirconia, per quanto concerne l'ambito ortopedico, sono principalmente utilizzate nella produzione dei nanocompositi (ZTA/ATZ), quindi in associazione all'allumina. Generalmente, per le protesi d'anca, viene usato un composito del tipo ATZ. In questo specifico ambito la zirconia permette di costruire sferette per le protesi d'anca di dimensioni maggiori rispetto a quelle che si potrebbero costruire con il solo ossido di alluminio perché essendo più tenace può sopportare difetti maggiori; d'altro canto però risulta meno dura dell'allumina (1200HV contro 1600HV dell'allumina), per questo motivo si tende a progettare delle sferette con all'interno zirconia e ricoperta superficialmente con allumina. Queste sferette si accoppieranno poi in maniera meccanica (accoppiamento vite-madrevite) con la testa della protesi in Titanio, mentre andranno a formare un accoppiamento superficiale emisferico con l'acetabolo dell'anca, tipicamente in UHMWPE. Anche per questi motivi la sferetta viene fatta in materiale ceramico, visto appunto le ottime proprietà tribologiche di tale categoria di materiali, necessarie per il corretto funzionamento dell'accoppiamento superficiale sferetta/acetabolo, che deve essere il meno rugoso possibile per evitare stress puntuali oppure fenomeni di usura da terzo corpo.

#### Protesi del Ginocchio
Le protesi al ginocchio erano inizialmente costruite nella lega Cr-Co-Mo che possiede un'ottima resistenza all'usura ma contiene nichel, o in ceramica, in particolare zirconia che però è fragile e non riesce a supportare carichi importanti. Per questo motivo i nuovi materiali per le protesi del ginocchio sono una combinazione dei due materiali, per cercare di prendere solo i pregi del metallo e della ceramica; si è constatato infatti che l'accoppiamento tra ceramica (in superficie) ed il metallo (come corpo strutturale in profondità) risulta degno di nota dal punto di vista delle proprietà meccaniche. Questa idea è alla base del brevetto OXINIUM®, che grazie alla sua elevata durezza (3 volte più dura delle sole protesi in lega Cr-Co), ottima resistenza all'usura (vista la possibilità di levigarla superficialmente), non rilascia nichel nel sistema biologico, notevoli proprietà strutturali grazie al corpo metallico e infine riduce l'abrasione del piatto tibilale (tipicamente in UHMWPE) fino al 30%, in questo modo la probabilità di fenomeni associati all'usura da terzo corpo tende a ridursi significativamente.